# Lophocampa sobrinoides
Lophocampa sobrinoides là một loài bướm đêm thuộc phân họ Arctiinae, họ Erebidae.